# 太子密建
太子密建（たいしみっけん）は、清朝の後継者指名の方式。秘密立儲（ひみつりっちょ）ともいう。

## 概要

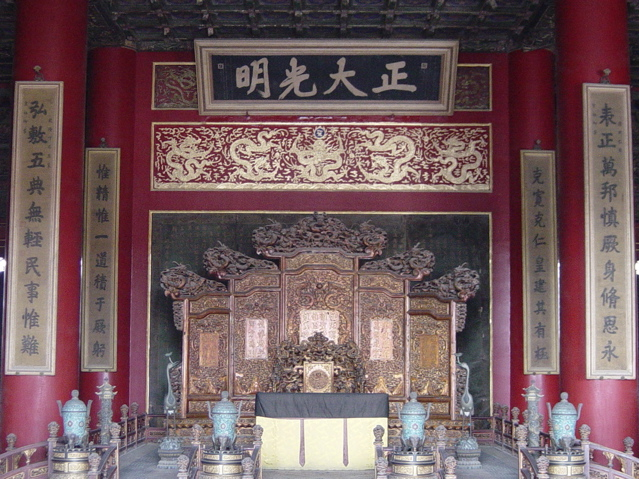
玉座の上に『正大光明』の扁額

皇帝が生前に公式に後継者を指名せず、継承者の名前を書いた勅書を印で封印した後で紫禁城の乾清宮の正面に掲げられた「正大光明」と書かれた額の裏に置き、皇帝の崩御後、衆人立会いの下でこれを開き後継者を決めるという方式である。皇帝は公開されない後継者を何度も変更することが可能であった。
第5代皇帝雍正帝が定めた。雍正帝は男子35人のうちの四男であったが、父康熙帝が臨終のときに、侍臣の手のひらに「四」と書くことで後継者に指名した。このときに、実は「十四」と書いてあったのを指を曲げて「十」を隠したとか、なめて消した、「十」の字を「于」と書き換えた、という噂が流れた（実際には清皇帝の命令は漢文と満州文字の双方で伝えられるはずであり、このような改竄は不可能であるとされる）。また、康熙帝がそれ以前に定めた皇太子は地位に安住して修養を怠り派閥を作るなどの弊害をもたらして廃位されていた。これらのことから、禍根を断つために太子密建の法が考え出された。
この方法により清代には比較的に暗愚な皇帝が出なかったと言われている。
太子密建によって初めて即位した皇帝は乾隆帝。

### 長所と短所
この制度の利点（長所）としては、皇子たちが皇太子に指名されるように常に努力し、王朝の二代目、三代目に多い、所謂お坊ちゃん皇帝が出にくい（常に最優秀な皇子が後継者に指名されていることになる）ことと、臣下が皇帝派と皇太子派に分かれて派閥争いをする事態を未然に防げることである。また、皇太子を秘密裏にすら決めない場合につきまとった「皇帝が後継者を決めないまま急死した場合や皇帝が老齢で先が長くないと見られた場合に後継者争いが頻発する」という弊害も避けることができた。これにより皇帝の専制君主としての地位の確立に繋がった。
理論的には優れた制度だが、実際には潜在的な欠点（短所）があったと指摘されている。この制度が有効に機能するためには、皇子の間に実力差が存在することが前提である。だが、皇子たちの資質や年齢が伯仲しており、万人が納得するほどの差が無い場合は、むしろ長きに渡って皇位継承者候補と目された皇子たちの間で競争が行われる事で、緊張と軋轢が生じる。その結果、勝った皇子と負けた皇子の双方に、心の傷、感情的なわだかまりが生じた。皇位継承に負けた側の皇子に何ら罪はなく、むしろ有能な人材として国政を担う立場にならざるを得ず、君臣の間に亀裂が生じ、国政の禍根となる危険性があった（皇太子を定めてしまえばそのような軋轢は生じず、逆に皇太子を定めなかった場合の後継者争いでは負けた側を遠慮なく処断できる）。実際、第8代皇帝道光帝は自分の後継者を四男（後の第9代皇帝咸豊帝）にするか六男（後の恭親王奕訢）にするかで、非常に悩んだとされる。そして、元々は仲の良かった四男（咸豊帝）と六男（恭親王）だったが、皇位継承競争の後は両者の間に長らく感情的なしこりが残り、それが国政の混乱に拍車をかけたとされている。
また、先代皇帝が後継者を指名していなければ機能しない制度であるため、先代皇帝の若年の死去や幽閉などの理由により指名がされていなかった末期の同治帝・光緒帝・宣統帝に関しては、再び旗王諸王による会議で決められている。

## 参考書籍
- 増井経夫『大清帝国』（講談社学術文庫、2002年）ISBN 4061595261
- 加藤徹『西太后』（中公新書、2005年）ISBN 4121018125